# Sinfonia n. 7 (Bruckner)
La Sinfonia n. 7 in mi maggiore è una composizione di Anton Bruckner.
La prima, tenuta sotto Arthur Nikisch e l'Orchestra del Gewandhaus di Lipsia il 30 dicembre 1884, portò a Bruckner il più grande successo che avesse conosciuto nella sua vita.

## Storia

### Pubblicazioni

#### Versione 1883
Questa era la versione eseguita all'anteprima dell'opera. Sopravvive solo in una copia autografa che include le modifiche successive di Bruckner e di altri, quindi il contenuto esatto di questa versione è perduto ed è inedito.

#### Versione 1885
Edizione Gutmann (pubblicata nel 1885)
Alcune modifiche furono apportate dopo la première del 1884, ma prima della prima pubblicazione di Gutmann nel 1885. È ampiamente riconosciuto che Nikisch, Franz Schalk e Ferdinand Löwe abbiano avuto un'influenza significativa su quest'edizione, ma c'è un dibattito sulla misura dei cambiamenti che furono autorizzati da Bruckner. Queste modifiche riguardano principalmente il tempo e l'orchestrazione.
Edizione Haas (pubblicata nel 1944)
Robert Haas tentò di rimuovere l'influenza di Nikisch, Schalk e Löwe per recuperare la concezione originale della sinfonia di Bruckner. Haas utilizzò materiale dall'autografo del 1883 ma poiché questo include anche modifiche successive, gran parte del suo lavoro è stato il prodotto di congetture. La caratteristica più importante dell'edizione di Haas è l'assenza di piatti, triangolo e timpani nel movimento lento: Haas affermò che Bruckner decise di omettere le percussioni; affermazione che lo studioso Benjamin Korstvedt ritenne "non plausibile".
Edizione Nowak (pubblicata nel 1954)
Leopold Nowak mantenne la maggior parte delle modifiche nell'edizione Gutmann del 1885, comprese le percussioni. Ristampò le modifiche del tempo di Gutmann ma le mise tra parentesi. Alcune esecuzioni di quest'edizione omettono lo schianto dei piatti al culmine del movimento lento; tuttavia, è incluso nella partitura stampata.
Arrangiamento da camera del 1921
Un arrangiamento di questa sinfonia per ensemble da camera (composto da 2 violini, viola, violoncello, contrabbasso, clarinetto, corno, pianoforte a 4 mani e organo a pompa) fu preparato nel 1921 da studenti e soci di Arnold Schönberg, per la "Società per Spettacoli musicali privati". La Società fallì prima che l'arrangiamento potesse essere eseguito, e venne eseguito in prima assoluta solo più di 60 anni dopo.

## Organico
La sinfonia richiede la seguente orchestra:
- legni: 2 flauti, 2 oboi, 2 clarinetti (in la), 2 fagotti
- ottoni: 4 corni (in fa), 3 trombe (in fa), 3 tromboni (contralto, tenore e basso), 4 tube wagneriane (2 tenori in si bemolle, 2 bassi in fa), tuba
- percussioni: timpani, piatti, triangolo
- archi: violini primi e secondi, viole, violoncelli, contrabbassi

## Struttura
La sinfonia ha quattro movimenti:
- I. Allegro moderato
- II. Adagio. Sehr feierlich und sehr langsam (in do diesis minore)
- III. Scherzo (in la minore). Sehr schnell (in fa maggiore)
- IV. Finale. Bewegt, doch nicht schnell

### Primo movimento
Il primo movimento inizia con il tremolo degli archi e i violoncelli che presentano "un insieme melodico completo, ottenuto divinamente":
Bruckner dichiarò di averlo ascoltato in sogno, suonato su una viola e lo scrisse al risveglio, ma la melodia incorpora una citazione dal Credo della sua Messa in re minore (1864) che in quel periodo stava revisionando. Il tema principale viene riformulato prima che compaia il secondo gruppo tematico, con gli oboi e i clarinetti che portano il primo tema:
Il terzo gruppo di tema è basato sulle ottave, come è tipico in Bruckner:
Lo sviluppo presenta molti dei temi in rivolto. Verso la fine del movimento, c'è un lungo punto in pedale in mi, sostenuto dai contrabbassi e dai timpani.

### Secondo movimento
Questo movimento fu composto tra gennaio e aprile 1883.  Bruckner iniziò a scriverlo in previsione della morte di Wagner e dei suoi funerali, poiché era in cattive condizioni di salute. Il movimento presenta quattro tube wagneriane, che fecero la prima apparizione in una sinfonia:
È presente anche una tuba contrabbasso. La seconda parte del movimento, che inizia in fa diesis maggiore, ha una melodia che lo specialista di Bruckner Georg Tintner descrisse così: "Se potessi descrivere ciò che rende Bruckner Bruckner a me, è quella melodia. È qualcosa che trascende i sentimenti ordinari. Non si può nemmeno dire 'È allegra?', 'È triste?', 'È così?', "È così?'. Non si può dire lo stesso con una melodia dell'ultimo Beethoven. È al di sopra di ciò":
La leggenda narra che Bruckner scrisse lo scontro dei piatti al culmine di questo movimento, dopo aver sentito la notizia della morte di Wagner. Al contrario, Williman Mann affermò che "al culmine del movimento lento Nikisch persuase Bruckner ad aggiungere uno scontro dei piatti sostenuto da un triangolo, in seguito questa aggiunta al manoscritto fu contrassegnata come 'non valida' - ma non dalla mano del compositore, quindi chi era il purista?"

### Terzo movimento
Lo scherzo è in la minore e si apre con una figura ritmica di corda e una melodia con un salto di un'ottava suonata da una tromba solista:
Il Trio è in fa maggiore ed è in un tempo più lento:

### Quarto movimento
A differenza della Quinta e dell'Ottava Sinfonia, dove il Finale riassume l'intera sinfonia, questo Finale non è espansivo come gli altri movimenti. Georg Tintner lo paragonò al finale di una sinfonia di Haydn. Come il primo movimento, il quarto si apre con tremolo di corde:
Il secondo gruppo tematico è nella lontana chiave di la bemolle maggiore:
Il terzo gruppo tematico è un caratteristico "tema d'ottava" dato dall'intera orchestra in la minore:
Nella ripresa, i gruppi sono invertiti nell'ordine - un modulo chiamato "forma di sonata tragica" o "forma d'arco".

## Registrazioni
Discografia selettiva
- Otto Klemperer, Wiener Philharmoniker, Testament mono SBT1459 (ed. Nowak)
- Herbert von Karajan, Wiener Philharmoniker, DG Karajan Gold 439 037-2GHS (ed. Haas)
- Georg Tintner, Royal Scottish National Orchestra, Naxos 8 554269 (ed. Haas)
- Roger Norrington, Orchestra Sinfonica di Radio Stoccarda, Hänssler Classic CD93 243 (ed. Haas)
- Paavo Järvi, Hr-Sinfonieorchester, RCA Red Seal 88697 38997-2 (ed. Nowak)
- Sir Georg Solti, Chicago Symphony Orchestra, London Decca, Ed WAB 107